# Фиппс, Освальд, 4-й маркиз Норманби
Освальд Константин Джон Фиппс, 4-й маркиз Норманби (англ. Oswald Constantine John Phipps, 4th Marquess of Normanby; 29 июля 1912 — 30 января 1994) — британский пэр и благотворитель для слепых. Он носил титул учтивости — граф Малгрейв с 1912 по 1932 год.

## Ранняя жизнь
Родился 29 июля 1912 года. Единственный сын Константина Фиппса, 3-го маркиза Норманби (1846—1932), и его жены Гертруды Стэнсфелд Фостер (? — 1948). Он получил образование в подготовительной школе Ламбрука, Итонском колледже и Крайст-Черче, Оксфорд.
Он унаследовал титулы своего отца в 1932 году и вступил в ряды Зеленых Говардов в звании лейтенанта в 1939 году. В 1940 году лорд Норманби был взят в плен в битве при Дюнкерке и находился в плену в Обермассфельдте в Тюрингии до 1943 года.
Во время своего плена он убедил своих тюремщиков разрешить ему учить слепых заключенных азбуке Брайля, несмотря на то, что сам этого не знал. Они составили свои алфавиты с помощью булавок со стеклянными головками и картона. Он продвинулся от этого к преподаванию уроков по более широким предметам. В знак признания его успешных независимых усилий глава благотворительной организации Святого Дунстана для слепого обслуживающего персонала лорд Фрейзер из Лонсдейлана обозначил его почетным членом преподавательского состава благотворительной организации. Позже, когда он был репатриирован вместе со своими слепыми учениками, он вступил в совет святого Дунстана. Он также был награжден военным MBE в знак признания его работы по руководству военнопленными.

## Политика
После освобождения лорд Норманби был награжден Орденом Британской империи и был личным парламентским секретарём министра по делам доминиона виконта Крэнборна с 1944 по 1945 год. В 1945 году он недолго занимал тот же пост у лорда-председателя Совета, лорда Вултона. В том же году лорд Норманби также был назначен лордом-в-ожидании, но назначение было кратким из-за того, что он перешёл из одно партии в другую (англ. Crossing the floor — британский термин), став единственным лейбористским маркизом (позднее он также покинул лейбористскую партию и стал независимым членом Палаты лордов).

## Семья
10 февраля 1951 года лорд Норманби женился на достопочтенной Грании Мейв Росауре Гиннесс (14 апреля 1920 — 15 января 2018), дочери Уолтера Эдварда Гиннесса, 1-го барона Мойна (1880—1944), англо-ирландского пэра, и леди Эвелин Хильды Стюарт Эрскин (1883—1939).
У них было семеро детей:
- Леди Лепель София Фиппс (род. 12 мая 1952), муж с 1975 года Ричард Корницкий, от брака с которым у неё было трое детей;
- Константин Эдмунд Уолтер Фиппс, 5-й маркиз Норманби (род. 24 февраля 1954), старший сын и преемник отца;
- Леди Эвелин Роуз Фиппс (18 ноября 1955 — 17 августа 2018); в 1986 году вышла замуж за писателя Джеймса Бьюкена (род. 1954), от которого у неё было трое детей;
- Лорд Джастин Чарльз Фиппс (род. 1 марта 1958), женат с 1985 года на Рэйчел Стейнсби (род. 1958), от брака с которой у него было шестеро детей;
- Леди Перонель Кэтрин Фиппс (род. 8 октября 1959), муж с 1990 года Клебер Крус Харамильо, от которого у неё четверо детей;
- Леди Генриетта Лаура Фиппс (род. 29 ноября 1962), 1-й муж с 1982 года Адам Чарльз Седжвик (? — 1985), 2-й муж с 1999 года Ричард Томас Хорас Сент-Пол Барридж, от брака с которых у неё было двое детей;
- Леди Анна Элизабет Грания Фиппс (род. 14 октября 1965), незамужняя.

Леди Норманби управляла фамильным поместьем Фиппсов в Малгрейве, а также поместьем Бейлиффскорт в Сассексе, унаследованным от ее отца. Она также владела Уортер-Приори. Леди Норманби основала музей капитана Джеймса Кука в Уитби и занимала должность судьи в местном суде.

## Поздние годы
Лорд Норманби был председателем больницы Королевского колледжа с 1948 года (за что в 1974 году он стал командором Ордена Британской империи) до своей смерти. Помимо того, что он был членом совета Святого Дунстана, он также был председателем Национальной библиотеки для слепых с 1946 года до своей смерти и ее президентом с 1977 по 1988 год. В 1985 году он был произведен в кавалеры Ордена Подвязки.
30 января 1994 года Освальд Фиппс, 4-й маркиз Норманби, скончался в возрасте 81 года, и его титулы перешли к его старшему сыну Константину. Лорд Норманби похоронен на кладбище церкви Святого Освальда в Лите.